# Трези
«Тре́зи» (порт. Treze Futebol Clube) — бразильский футбольный клуб из города Кампина-Гранди, штат Параиба.

## История
Основан 7 сентября 1925 года. Название «Трези» переводится как «тринадцать», так как клуб основали 13 футболистов во главе с Антониу Фернандесом Биокой. Несколько сезонов (1976, 1977, 1979, 1982, 1983) клуб провёл в высшем дивизионе бразильского футбола — Серии А.
В сезоне 2008 года выступал в чемпионате штата (занял второе место) и в Серии С чемпионата Бразилии. В 2021 году клуб выступал в Серии D.

## Достижения
- Чемпион штата Параиба (16): 1940, 1941, 1950, 1966, 1975, 1981, 1982, 1983, 1989, 2000, 2001, 2005, 2006, 2010, 2011, 2020
- Чемпион Бразилии в Серии B (1): 1986